# Амар, Арман
Арман Амар (фр. Armand Amar; род. 1953, Иерусалим) — композитор, аранжировщик. В основном пишет музыку для кино, театра и телевидения. Родился в Израиле, но детство провел в Марокко. Написал музыку к 27 фильмам.

## Биография
Арман Амар — француз марокканского происхождения, родившийся в Израиле. Сначала самостоятельно обучался музыке, постоянно практикуясь на различных инструментах.  В возрасте 15 лет Амар переехал во Францию вместе со своим отцом после того, как волна антисемитизма захватила Северную Африку в результате шестидневной войны . Однако по мере того, как музыка становилась его профессиональной деятельностью, начал брать уроки у профессиональных учителей, обучился нотной грамоте и классическим музыкальным традициям.
В 1976 году он открыл мир танца, приняв приглашение южноафриканского хореографа и антрополога Питера Госса. Это был важный момент его жизни. Неожиданно он нашёл то, что давно искал — то, что имело прямое отношение к музыке, к силе импровизации, подлинности чувств и переживаний. Он начал работать с различными хореографами из разнообразных сфер современного танца. В это же время в его жизни произошли ещё два знаменательных события — он принял участие в школе актёров Патриции Шероу и стал преподавать в Высшей Национальной Школе Музыки.
В 1994 совместно со своим другом Аланом Вебером он основал звукозаписывающую компанию Long Distance, ориентированную на традиционную, мировую и классическую музыку.
Пишет музыку к фильмам с 1997 года. Также пишет музыку для телевидения, театральных постановок и мюзиклов.
Диски с его собственной музыкой выпускаются следующими компаниями: naïve, Long Distance, Universal и Sony.

## Номинации и награды

### Победы
- 2010: Сезар за лучший саундтрек Концерт (Раду Михайляну)[8]

### Номинации
- 2002: Лучшая музыка к фильму Аминь (Коста-Гаврас)[9]
- 2003: Лучшая музыка к фильму Plus loin(?) (Эрик Валли)[5].
- 2006: Лучший саундтрек Иди и живи (Раду Михайляну)[8][10]
- 2006: Лучший саундтрек Патриоты (Рашид Бушареб)[11]
- 2009: Лучший саундтрек Дом (Люк Бессон)[5].

## Фильмография (композитор)
- Хроники любви (2016)
- Человек (2015)
- Жажда мира (2012)
- Планета-океан (2012) / Planète océan
- Источник (2011) / La source des femmes
- Волна (2011) / Wave
- Последний неандерталец (2010) / Ao, le dernier Néandertal
- Вне закона (2010) / Hors-la-loi
- Как пять пальцев (2010) / Comme les cinq doigts de la main
- Концерт (2009)
- Дом (2009) / Top 250: 99 Home
- Я, Ван Гог (2009) / Moi, Van Gogh
- Рай на Западе (2009) / Eden à l’Ouest
- Река Лондон (2009) / London River
- Саган (ТВ) (2008) / Sagan
- Девушка и волки (2008) / La jeune fille et les loups
- Так, как твой отец (2007) / Comme ton père
- Первый плач (2007) / Le premier cri
- Галльские патроны (2007) / Cartouches gauloises
- Marie Humbert, le secret d’une mère (ТВ) (2007)
- Мой полковник (2006) / Mon colonel
- Виноват Фидель (2006) / La faute à Fidel!
- Патриоты (2006) / Indigènes
- След (2006) / La piste
- Баба Азиз (2005) / Bab’Aziz
- Гильотина (2005) / Le couperet
- Иди и живи (2005) / Va, vis et deviens
- Tabous — Zohre & Manouchehr (2004)
- Земля, увиденная с неба (2004) / La Terre vue du ciel
- L’enfant endormi (2004)
- Аминь (2002) / Amen
- Miracle à l’Eldorado (ТВ) (1997)